# Primož (ime)
Primož je moško osebno ime.

## Izvor imena
Ime Primož izhaja iz latinskega imena Primus, ki izhaja iz nekdanje latinske besede primus v izvornem pomenu besede »prvi, najboljši«. Poimenovanje z vrstilnimi števniki je bilo značilno za stare Rimljane. Prvorojenca so poimenovali Primus, tretjo hčer Tertia, petega sina Quintus itd. Imenu Primož pomensko ustrezna imena so Prvan, Prvin, Prvoslav, ki so v rabi predvsem pri drugih južnoslovanskih narodih.

## Slovenske različice imena
Primo, Primoš

## Pogostost imena
Po podatkih Statističnega urada Republike Slovenije je bilo na dan 31. decembra 2007 v Sloveniji 5.742 oseb z imenom Primož. Ostali dve obliki imena na ta dan po podatkih SURSa nista bili v uporabi.

## Osebni praznik
Primož je tudi ime svetnika. Skupaj z bratom Felicijanom sta bila zaradi pripadnosti krščanski veri v 3. stol. v času cesarja Dioklecijana mučena v Rimu. God obeh je 9. junija.

## Znani nosilci imena
- Primož Benko, slovenski kitarist
- Primož Brezec, slovenski košarkar
- Primož Jakopin, slovenski računalnikar
- Primož Kozmus, slovenski atlet olimpionik
- Primož Kuret, slovenski muzikolog
- Primož Grašič, slovenski džezovski glasbenik in organizator
- Primož Lorenz, slovenski pianist in pedagog
- Primož Parovel, slovenski harmonikar
- Primož Peterka, slovenski smučarski skakalec
- Primož Roglič, slovenski kolesar
- Primož Suhodolčan, slovenski otroški in mladinski pisatelj in scenarist
- Primož Trubar, slovenski protestantski duhovnik

## Zanimivosti
V Sloveniji so poleg 29-tih cerkva, ki so posvečene  sv. Primožu in Felicijanu tudi 3 cerkve posvečene sv. Primožu. Med vsemi je najbolj znana božjepotna cerkev sv. Primoža nad Kamnikom.

## Imena naselij
Po cerkvah sv. Primoža so bila poimenovana naselja Primož, Primož pri Ljubnem in Primož pri Šentjurju.